# L'Aguilera (el Pla del Penedès)
L'Aguilera és una muntanya de 347 metres que es troba al municipi del Pla del Penedès, a la comarca catalana de l'Alt Penedès. Al cim podem trobar-hi un vèrtex geodèsic (referència 278124001).